# Liste des évêques et archevêques de Mombasa

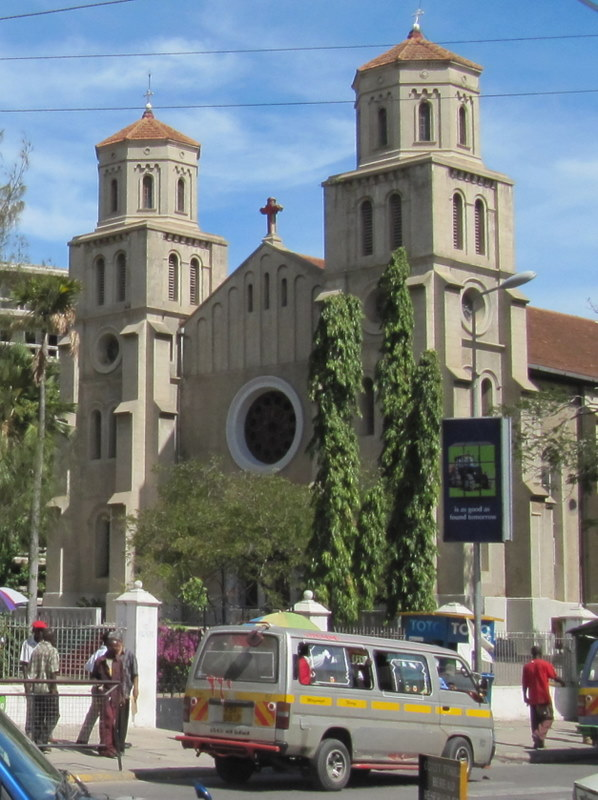
Cathédrale du Saint-Esprit de Mombassa

Cette page présente la liste des évêques et archevêques de Mombasa
Le diocèse de Mombasa et Zanzibar est érigé le 8 mai 1955, par détachement de l'archidiocèse de Nairobi. Après les indépendances du Kenya et de Zanzibar, il est scindé le 12 décembre 1964 pour donner naissance au diocèse de Zanzibar et au diocèse de Mombasa, diocèses correspondant aux frontières des nouvelles entités nationales. Le diocèse de Mombasa couvre alors le Sud du nouvel état kényan. 
Il est érigé en archidiocèse métropolitain de Mombasa (Archidioecesis Mombasaensis) le 21 mai 1990 avec pour suffragants les diocèses de Garissa et de Malindi. 

## Sont évêques
- 8 mai 1955-26 janvier 1957 : siège vacant
- 26 janvier 1957-27 février 1978 : Eugène Butler (Eugène Joseph Butler), évêque de Mombasa et Zanzibar, puis de Mombasa (12 décembre 1964).
- 27 février 1978-12 mars 1988 : Nicodemus Kirima (en)
- 25 octobre 1988-21 mai 1990 : John Njenga

## Sont archevêques
- 21 mai 1990 - 1er avril 2005 : John Njenga, promu archevêque.
- 1er avril 2005 - 1er novembre 2013 : Boniface Lele († 9 avril 2014)
- 1er novembre 2013 - 9 décembre 2014 : siège vacant
  - Emanuel Barbara OFM. Cap, évêque de Malindi, administrateur apostolique
- depuis le 9 décembre 2014 : Martin Musonde Kivuva

## Sources
- Fiche de l'archidiocèse sur le site catholic-hierarchy.org